# Sancho Garcés III de Pamplona
Sancho Garcés III (c. 992/96-18 de octubre de 1035), apodado el Mayor o el Grande, fue rey de Pamplona desde el año 1004 hasta su muerte. Su reinado es considerado la etapa de mayor hegemonía del reino de Pamplona sobre el ámbito hispano-cristiano en toda su historia. Dominó por matrimonio en Castilla, Álava y Monzón (1028-1035), que aumentó con el condado de Cea (1030-1035). Añadió a sus dominios los territorios de Sobrarbe y Ribagorza desde 1015 y 1018, respectivamente. Su intervención en el corazón del reino de León en 1034-35 ha sido objeto de interpretaciones opuestas: desde una guerra relámpago a una colaboración más o menos voluntaria con Bermudo III, ya que la documentación no menciona luchas entre leoneses y navarros.
Fue designado en una carta como Rex Ibericus por el Abad Oliva y Sancio rege Navarriae Hispaniarum por el cronista galo Rodolfus Glaber. En el acta de traslación del cuerpo de San Millán fechada el 14 de mayo de 1030 —según recuerda el historiador José Antonio Vaca de Osma— se dice del rey Sancho: «reinando en Nájera, en Castilla y en León el rey de las Españas». Autores como Germán de Iruña sostuvieron en 1935 la discutida interpretación de que en 1034, tras la toma de León, se hizo proclamar Imperator totius Hispaniae, sobre la base de una moneda con la inscripción «Imperator» acuñada en Nájera y atribuida a este monarca. Dicha moneda actualmente está considerada posterior a Sancho el Mayor y las afirmaciones que sostenían que se intituló Imperator carecen de fundamento.

## Reinado
Sus padres fueron García Sánchez II el Temblón y la reina Jimena Fernández, hija de Fernando Bermúdez, conde de Cea y la condesa Elvira Díaz de la casa de Saldaña. La estrecha relación entre los reyes pamploneses, León y Castilla hizo que, de sus cuatro abuelos, uno fuese navarro y el resto, leoneses o castellanos. Según la documentación de la que se dispone, Sancho debió de nacer entre el 992 y el 996. Pasó la infancia en la época de las últimas campañas de Almanzor, en torno al año 1000, al que su padre se enfrentó continuamente, aliado al conde de Castilla. Sus principales influencias en esta época y en los primeros tiempos de su reinado fueron su madre Jimena, leonesa, y su abuela paterna Urraca, hija del conde castellano Fernán González.

El reino de Pamplona a la muerte de Sancho III el Mayor (1035)
Reino de Pamplona
Condado de Aragón y dependencias perteneciente a la monarquía pamplonesa desde el 922
Ganancia de Ribagorza y anexos (1018-1025)
Fronteras restauradas por Sancho III el Mayor (1018-1025)
Tierra perdida en 922
Zona vinculada a Pamplona desde el
Condado de Castilla y Álava
Zona disputada por el Reino de León
Reino de León
Dominios musulmanes

Cuando desapareció su padre alrededor del año 1000, se produjo un interregno que dominó un primo de su padre, Sancho Ramírez de Viguera. Sancho Garcés ascendió al trono entre el 3 de noviembre de 1004 y el 1 de marzo de 1005, aunque quizá fue proclamado rey antes, a la muerte de su padre. Por entonces no contaba más de doce años —entre nueve y trece, muy probablemente más estos que aquellos—. Heredó el reino de Pamplona con el condado de Aragón bajo la tutoría de un consejo de regencia integrado por los obispos, su madre y su abuela Urraca Fernández. El reino lo formaban por entonces tres regiones bien diferenciadas: los territorios del antiguo reino en torno a Pamplona, ampliados hacia Guipúzcoa, Aragón y las tierras riojanas. La extensión del reino apenas había cambiado desde la muerte de Sancho Garcés I en el 925. No obstante, esta situación cambiaría con el nuevo rey, puesto que tras la muerte de Almanzor en 1002 el Estado califal cordobés se hallaba en una profunda crisis interna que concluiría con su abolición en 1031. Los reinos cristianos aprovecharían la nueva situación de debilidad de los andalusíes para revertir el estado de sumisión y permanente temor ante Córdoba que en el caso pamplonés se había prolongado durante varios reinados sucesivos. Las tornas habían cambiado.
Sancho III tenía su residencia en Nájera, que desplazó a Pamplona como corte y capital del reino, y se le considera el primer rey europeísta, ya que extendió sus relaciones más allá de los Pirineos con el ducado de Gascuña y aceptó las nuevas corrientes políticas, religiosas e intelectuales de Europa. En el 1010, realizó la primera visita de un monarca peninsular al norte de los Pirineos desde la invasión musulmana del 711; acudió a Saintonge, donde se reunió con el rey de Francia y varios señores francos. Fue el primer rey navarro en establecer relaciones con el Papado romano, que mantuvieron y estrecharon sus sucesores, poniendo fin a los tres siglos de aislamiento eclesiástico de la península —salvo la Marca Hispánica—. Favoreció la extensión por sus territorios de la reforma cluniacense. Estableció una amistosa relación epistolar con el abad de Cluny, Odilón. La difusión del sistema cluniacense por los territorios de Sancho se realizó mediante la formación de algunos monjes, probablemente aragoneses, en él; lo aprendieron residiendo en Cluny durante cierto tiempo, antes de regresar a sus monasterios.
Su reinado coincidió con la crisis del califato de Córdoba, iniciada a la muerte de Almanzor y terminada con el principio de los reinos de Taifas. Durante la minoría de edad del rey, Pamplona solo fue objeto de una de las campañas de los hijos de Almanzor, la que Abd al-Málik al-Muzáffar emprendió contra Sobrarbe y el Condado de Ribagorza —territorios periféricos— en el 1006, donde dejó algunas guarniciones. Durante el corto periodo en que dominó el califato su hermano y sucesor, Abderramán Sanchuelo, primo carnal de Sancho, el reino no fue atacado. El hundimiento del califato y el desencadenamiento de la guerra civil en al-Ándalus eliminaron la amenaza casi continua que había supuesto aquel, y permitieron el afianzamiento de la regencia pamplonesa. El peligro musulmán desapareció durante varias décadas.
Pretendió la unificación de los Estados cristianos, bien por vínculos de vasallaje, bien bajo su propio mando. Modificó el trazado del Camino de Santiago, que por entonces atravesaba Álava y evitaba por seguridad las tierras riojanas, sometidas hasta entonces a las incursiones musulmanas. En vez de llegar de Pamplona a Burgos por Irurzun, Huarte Araquil, Salvatierra, Miranda de Ebro, Pancorbo, Briviesca y Quintanapalla, Sancho hizo que los peregrinos siguiesen una ruta algo más recta y corta, por Puente la Reina, Estella, Logroño, Nájera, Santo Domingo de la Calzada y Villafranca Montes de Oca.

### Condado de Castilla

Los cambios en la frontera pamplonesa-leonesa entre el 1016 y el 1065. Se aprecia el avance por el territorio castellano en tiempos de Sancho y el retroceso parcial posterior, cuando su hijo Fernando se hizo con la corona leonesa

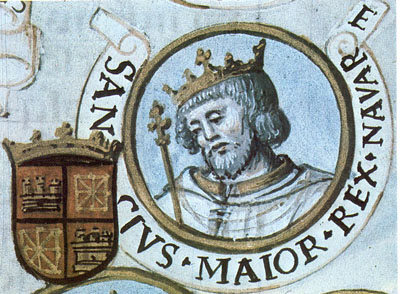
Sancho el Mayor y los escudos navarro y castellano.

Inició un período de relaciones cordiales con el condado de Castilla, facilitadas por su matrimonio con Muniadona, la hija primogénita del conde castellano Sancho García. De este matrimonio, que se había celebrado ya para el 1011 cuando el rey era ya mayor de edad, nacieron García Sánchez III de Pamplona, quien sucedió a su padre, Fernando (conde de Castilla), Gonzalo(régulo de Sobrarbe y Ribagorza) y Jimena, reina de León al casarse con Bermudo III. La boda le hizo pariente de las familias de los condados más poderosos del reino de León, los de Castilla, Saldaña y Carrión. Antes de su casamiento con Muniadona, Sancho había tenido un hijo natural, Ramiro, que fue aceptado en la familia y al que se otorgó un título real, el de regulus. El suegro del joven Sancho, Sancho García de Castilla, estaba entonces en el apogeo de su carrera militar: el 8 de noviembre de 1009, había entrado en Córdoba junto con huestes bereberes para poner en el trono cordobés a uno de los pretendientes omeyas, al que mantuvo bajo su protección.
Siguiendo los pasos de su suegro, que había aprovechado con habilidad la honda crisis en al-Ándalus para recuperar los territorios conquistados por Almanzor y su hijo a los castellanos durante sus frecuentes campañas, Sancho obtuvo la devolución de algunas fortalezas y territorios de los cordobeses, en el 1011-1012. La relación entre el conde castellano y el rey pamplonés fue cordial; Sancho García le sirvió a este de modelo político hasta que falleció en el 1017.
En el año 1016 los enviados de Sancho III el Mayor y de Sancho García, conde de Castilla, Fortún Ochoa de los Cameros y Nuño Álvarez de la Bureba respectivamente, establecieron mediante acuerdo los límites entre el reino de Navarra y el condado de Castilla en el tramo riojano-soriano, frontera que arrancaba en el monte San Lorenzo y concluía en Garray y el Duero. Concluyeron a favor del reino navarro las disputas sobre el control de la zona riojana de San Millán de la Cogolla, donde Castilla tenía gran influencia desde los tiempos de Fernán González, como se puede comprobar en la documentación de San Millán. Durante un siglo, la frontera permaneció en paz y sin cambios.
Asimismo Sancho III apoyó el matrimonio entre García Sánchez, hijo y heredero del conde de Castilla, y Sancha de León. Cuando García acudió a León para desposarse en 1029, fue asesinado. Por su matrimonio con Muniadona de Castilla, hermana del difunto, correspondió a Sancho III regir los destinos de los condados de Castilla, Monzón y Álava, si bien se designó conde de Castilla a su hijo Fernando —quizá el segundogénito—, quizá para disipar toda sospecha de que desease hacerse con el título condal. Los nobles castellanos, a cambio de reconocer la autoridad de Sancho por su matrimonio con Muniadona, insistieron en mantener su identidad y en tener un señor que no fuese a heredar la Corona navarra, condiciones que Sancho aceptó. Aunque nunca fue conde de Castilla, pasó de hecho a gobernar su territorio. Ya en vida de García, sin embargo, se había apoderado de hecho de parte del condado (Álava, La Rioja y La Bureba). El asesinato del conde le permitió, empero, apoderarse de hecho de todo el territorio alegando para ello los derechos de su esposa. En la práctica fue él y no Fernando, quien rigió el condado hasta el 1035, año en que falleció. Aparece como señor del territorio ya en el año 1029, en el que se cree que murió García Sánchez. El paso del condado de Castilla del reino leonés al pamplonés originó el enfrentamiento entre los dos reinos.
Casi de inmediato y utilizando las antiguas reclamaciones castellanas al dominio de la Tierra de Campos, se apoderó de los condados de Saldaña, Carrión y Monzón en la segunda mitad del 1029. Desde el año 1030 aparece rigiendo las tierras del condado de Cea, Regnante rege Sanctio in Ceia et rege Ueremudo in Legione. El territorio de Cea además entraba dentro de su influencia, ya que la madre de Sancho el Mayor era hermana de Pedro Fernández, conde de Cea, muerto alrededor de 1028 ambos hijos de Fernando Bermúdez, segundo conde de Cea, y de su esposa Elvira Díaz de Saldaña. Conquistó Astorga y León (1034). Aunque durante mucho tiempo se consideró que Sancho se tituló Imperator, se trata de una teoría que sostuvo en 1935 Germán de Iruña y fue seguida por numerosos autores, tomando como base una moneda atribuida a su reinado con la inscripción Imperator acuñada en Nájera. Pero dicha moneda sería un ejemplar único, y actualmente se considera posterior a Sancho el Mayor, emitida durante el reinado de Alfonso VII de León, por lo que la base que sostenía que se intituló Imperator carece de fundamento.
El 21 de diciembre de 1034 Sancho restauró la sede palentina, encomendando a Ponce, obispo de Oviedo, su organización.

### Condado de Ribagorza

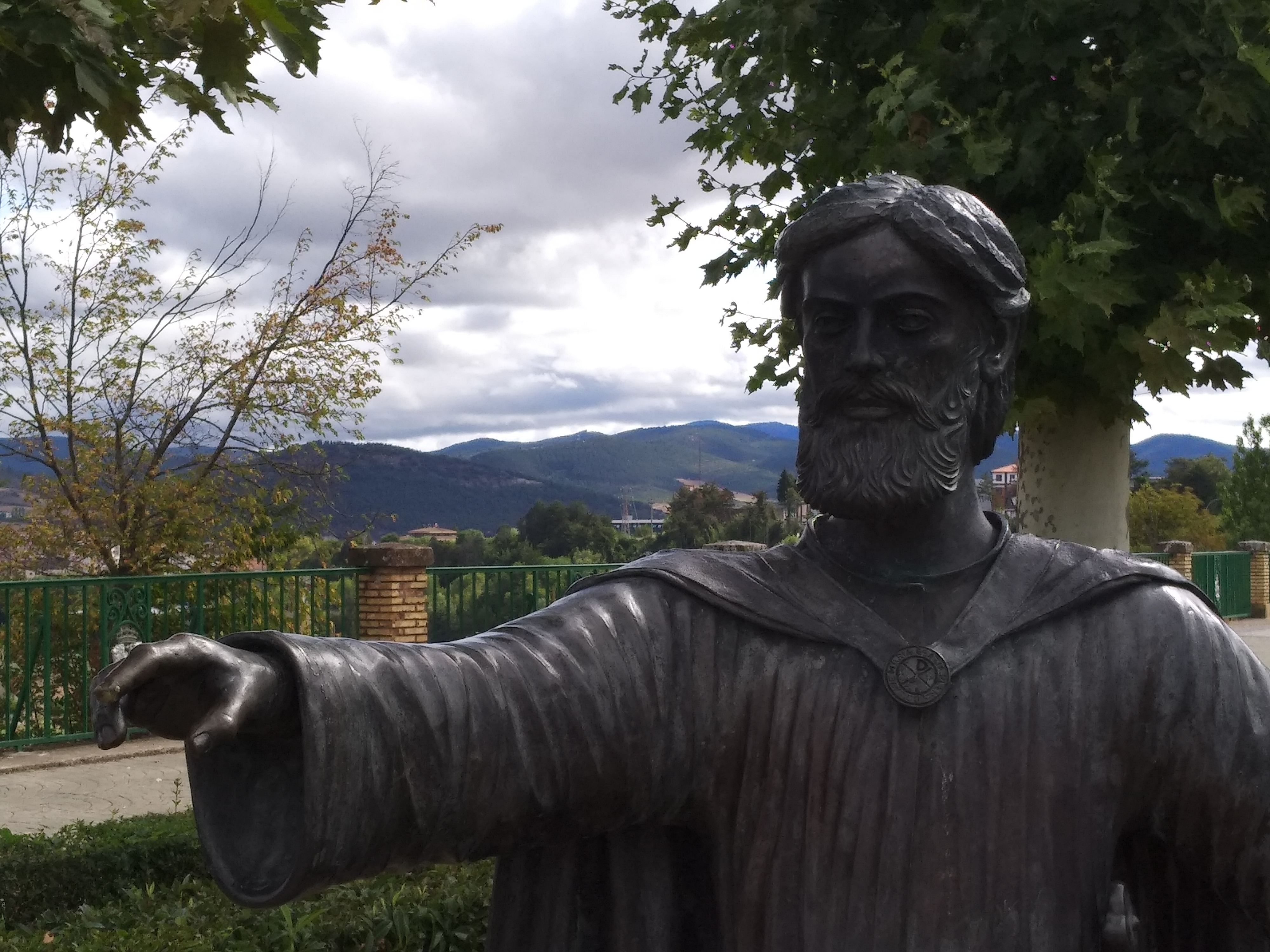
Estatua de Sancho el Mayor en Pamplona

Aprovechó las dificultades internas de Sobrarbe-Ribagorza para imponer sus intereses como descendiente de Dadildis de Pallars y marido de Muniadona, que era nieta de Ava de Ribagorza.
Las tierras de Sobrarbe, asoladas por el califato, fueron incorporadas al reino de Pamplona hacia 1015. A la muerte de Guillermo Isárnez de Ribagorza, entre finales de 1017 y comienzos de 1018, Sancho Garcés se hizo con el control del territorio ribagorzano correspondiente a Guillermo Isárnez, ya que su esposa era sobrina de la condesa Mayor. Esta, la rival de Sancho al trono condal, vio sus aspiraciones frustradas por las rápidas maniobras militares del rey pamplonés, que le permitieron hacerse con la mayor parte del condado en el 1017-1018. Casi todo resto del territorio correspondiente a Mayor de Ribagorza por el reparto de 1010, fue incorporado por el rey de Pamplona hacia 1025. El conde Ramón Sunyer conservó la orilla oriental del río Noguera Ribagorzana y algunas tierras en la occidental, que unió al Condado de Pallars Jussá. Sancho recuperó asimismo algunas de las tierras de las que los musulmanes se habían adueñado en la campaña del 1006 en el valle del río Ésera.

### Taifa de Zaragoza
Sancho fue el principal enemigo de la Taifa de Zaragoza, surgida del desmembramiento del Califato de Córdoba y regida por los tuyibíes. Los combates entre pamploneses y zaragozanos fueron continuos, y de suerte alterna. Cuando murió el primer emir tuyibí, Múndir I, en el 1022, Sancho aprovechó para apoderarse de algunos territorios fronterizos, de escasa extensión, en la zona de Sobrarbe y Ribagorza. La enemistad de los dos Estados continuó durante el reinado del siguiente emir, Yahya al-Muzáffar. El principal logro de Sancho no fue conquistar grandes territorios a los musulmanes, pues las ganancias de territorio fueron mínimas, sino unificar los esfuerzos militares de los condados que luego, con su hijo Ramiro, constituyeron el reino de Aragón y erigir una poderosa línea de defensas fronterizas que permitió el aumento de la población y la concentración de recursos para conquistas futuras.

### Gascuña
Bajo su mandato el reino cristiano de Nájera-Pamplona alcanzó su mayor extensión territorial, abarcando casi todo el tercio norte peninsular, desde Astorga hasta Ribagorza. A la muerte de Sancho Guillermo de Vasconia, conde de Gascuña y con el que había mantenido estrecha relación, el 4 de octubre de 1032, trató de extender su autoridad sobre la antigua Vasconia ultrapirenáica comprendida entre el Pirineo y el Garona, aunque no lo consiguió, al heredar el ducado Eudes:

Por el Norte, la frontera del reino pamplonés está clara, los Pirineos (caso de haberse extendido la autoridad de los reyes navarros hasta el Baztán, que es lo más probable, pero que no se puede acreditar hasta el año 1066), y no se modificó. No es cierto, pese a todas las veces que se ha dicho, que Sancho III lograra el dominio de Gascuña (la única Vasconia de entonces, es decir, el territorio entre los Pirineos y el Garona, en el que la población que podemos considerar vasca por su lengua sólo era una minoría). El rey navarro únicamente pretendió suceder en 1032 al duque de Gascuña Sancho Guillermo, muerto sin descendencia, lo que bastó para que en algunos documentos se le cite reinando en Gascuña. Pero la verdad es que la herencia recayó en Eudes, como se dijo antes.

### Reino de León
Las relaciones con León se estrecharon gracias a la boda de una hermana de Sancho, Urraca Garcés, con el viudo Alfonso V, que se celebró en el 1023. Aunque la nueva doctrina canónica prohibía los matrimonios ente personas que tuviesen algún antepasado común en siete generaciones, Sancho soslayó la prohibición para celebrar el matrimonio. Sancho Garcés también gobernó el condado de Cea a la muerte en 1028 de su tío materno, Pedro Fernández, tercer conde de Cea, que no dejó descendencia masculina.
A partir de finales del 1032, aparece como señor de León y Astorga, probablemente por influencia de su hermana Urraca, viuda de Alfonso, que debió de llamarlo en auxilio suyo y de su hijastro Bermudo III ante las sublevaciones que se produjeron tras morir el rey leonés. A principios del 1035, se retiró de los territorios leoneses, que recuperó plenamente Bermudo, quien casó por entonces con la hija de Sancho, Jimena Sánchez. A finales del año anterior, poco antes de devolver el territorio a Bermudo, Sancho restauró el obispado de Palencia, que había existido en tiempos de los visigodos, pero había desaparecido por despoblación de la zona en el siglo VIII. Encargó esta tarea a un monje catalán, Poncio, obispo por entonces de Oviedo y muy ligado a la casa real pamplonesa, que seguía la liturgia romana, y no la tradicional mozárabe, símbolo de la relación de Sancho con las corrientes religiosas europeas del momento.

## Fallecimiento

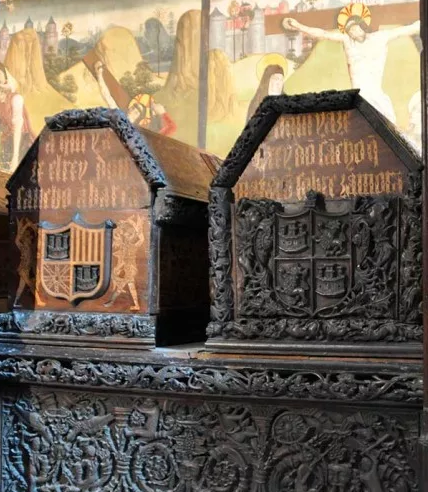
Tumba del rey, con los escudos de Navarra, Castilla y Aragón, en el Monasterio de San Salvador de Oña.

Falleció el 18 de octubre de 1035, aún bastante joven, sin que se esperase su muerte, pues el mayor de sus hijos y heredero, García, viajaba por entonces a Roma para cumplir un voto que había hecho.
Su lugar de enterramiento aún constituye objeto de controversia, puesto que tanto el monasterio de San Salvador de Oña (Oña) como el panteón de los reyes de San Isidoro (León) tienen tumbas que afirman corresponder a este monarca y hay fuentes escritas que documentan ambas tesis. Aun así, la mayoría de los historiadores consideran que Sancho está enterrado en Oña. Según Martínez Díez, fue su hijo Fernando el que se encargó de trasladar el cadáver del rey al monasterio de Oña y de presidir las exequias por el rey muerto. Su esposa le sobrevivió al menos treinta y un años y falleció en el verano del 1066; para entonces ya habían fallecido todos los hijos varones del matrimonio y probablemente solo vivía Jimena, viuda del rey leonés Vermudo.

## Reparto entre sus herederos

La península ibérica el año 1030, incluyendo el condado de Castilla durante el reinado de Sancho III.

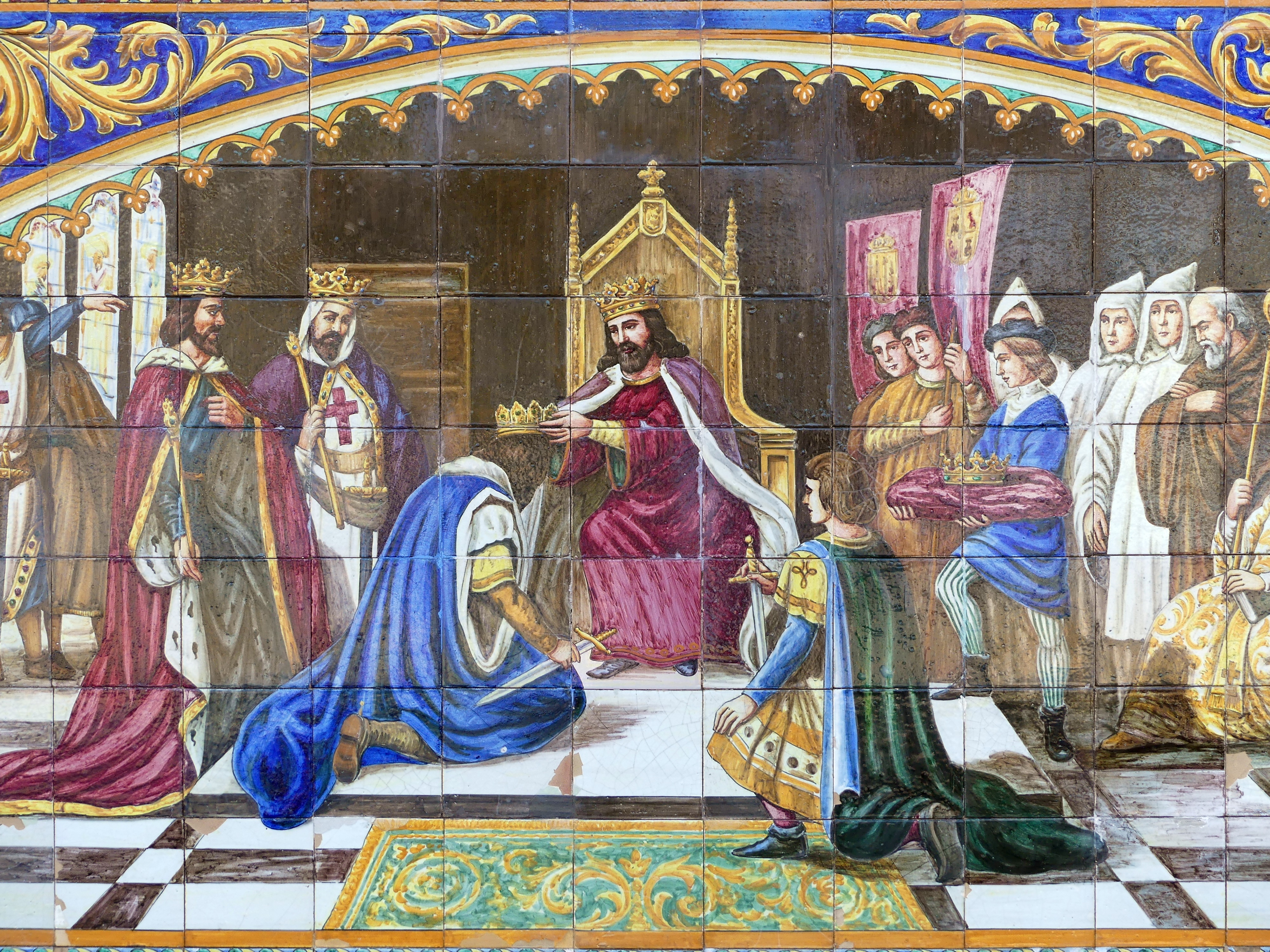
Sancho Garcés III de Pamplona reparte sus dominios entre sus herederos. Banco dedicado a Navarra en la Plaza de España de Sevilla.

Antes de morir (1035) hizo testamento según el derecho navarro, por el que el reino patrimonial de Pamplona sería heredado por su primogénito, García, que gobernaría directamente en «el reino de Pamplona, con su acrecentamiento de La Rioja (...) y el condado de Aragón». El condado de Castilla —herencia de su mujer, pero vinculado al reino de León— fue repartido entre dos hijos legítimos: a García le correspondió Álava y gran parte del condado de Castilla (la Bureba, montes de Oca, Trasmiera, Encartaciones y Castella Vetula); mientras que Fernando, que ya había sido designado conde de Castilla en 1029, recibió un mermado condado de Castilla (la zona burgalesa hasta el Duero). Y dependientes del rey de Pamplona fueron Ramiro, que recibió tierras en Aragón y Navarra, y Gonzalo, que las recibiría en Sobrarbe, Ribagorza y otros puntos distantes de Aragón. Así lo sostiene Philippe Sénac:

«On a longtemps supposé, à partir de sources telles que la Crónica Silense ou la Crónica Najerense, que Sanche III divisa son royaume entre ses fils selon des parts qui reflétaient la hiérarchie des droits à l'intérieur de la famille royale. Ramire, né avant le mariage de son père avec domna Muña, la fille du comte de Castille, aurait reçu l'Aragon, puis, suivant l'ordre de primogéniture, García la Navarre, Fernando la Castille, et Gonzalo le Sobrarbe et la Ribagorce. Cette thèse repose sur un document daté de 1035, dans lequel Sanche III remit le territoire aragonais à son fils Ramire, Loarre, San Emitier et les villas qui en relevaient à Gonzalo, et Ruesta et Pitiella à García. Cette thèse fut d'abord mise en cause par J. M. Ramos Loscertales pour lequel elle semblait contraire aux traditions employées á l'époque en matière de transmission successorale, puis définitivament rejetée par A. Ubieto. Selon cet auteur, l'emsemble du royaume de Sanche III revint a García; Fernando reçut le titre de comte de Castille, Gonzalo de regulus en Sobrarbe et Ribagorce, et Ramire celui de regulus en Aragon».

Algunos autores como Tomás Urzainqui sostienen que: 

«Sancho III el Mayor no tuvo que adjudicar nada a su hijo Fernando en forma testamentaria, ya que el condado de Castilla lo había recibido éste, en 1029, directamente por los derechos de su tío el "infant" García, derechos que habían correspondido a la madre de aquél doña Mayor». De hecho, Fernando tras la muerte de su tío García Sánchez en León aparece en la documentación como conde de Castilla: regnante rex Sancio In Legione et comite Fernando in Castella, Fredinando Sánchez comitatum gerente, regnante gratia Dei, principe nostro Sanctio et prolis eis [sic] Fredenandus comes.

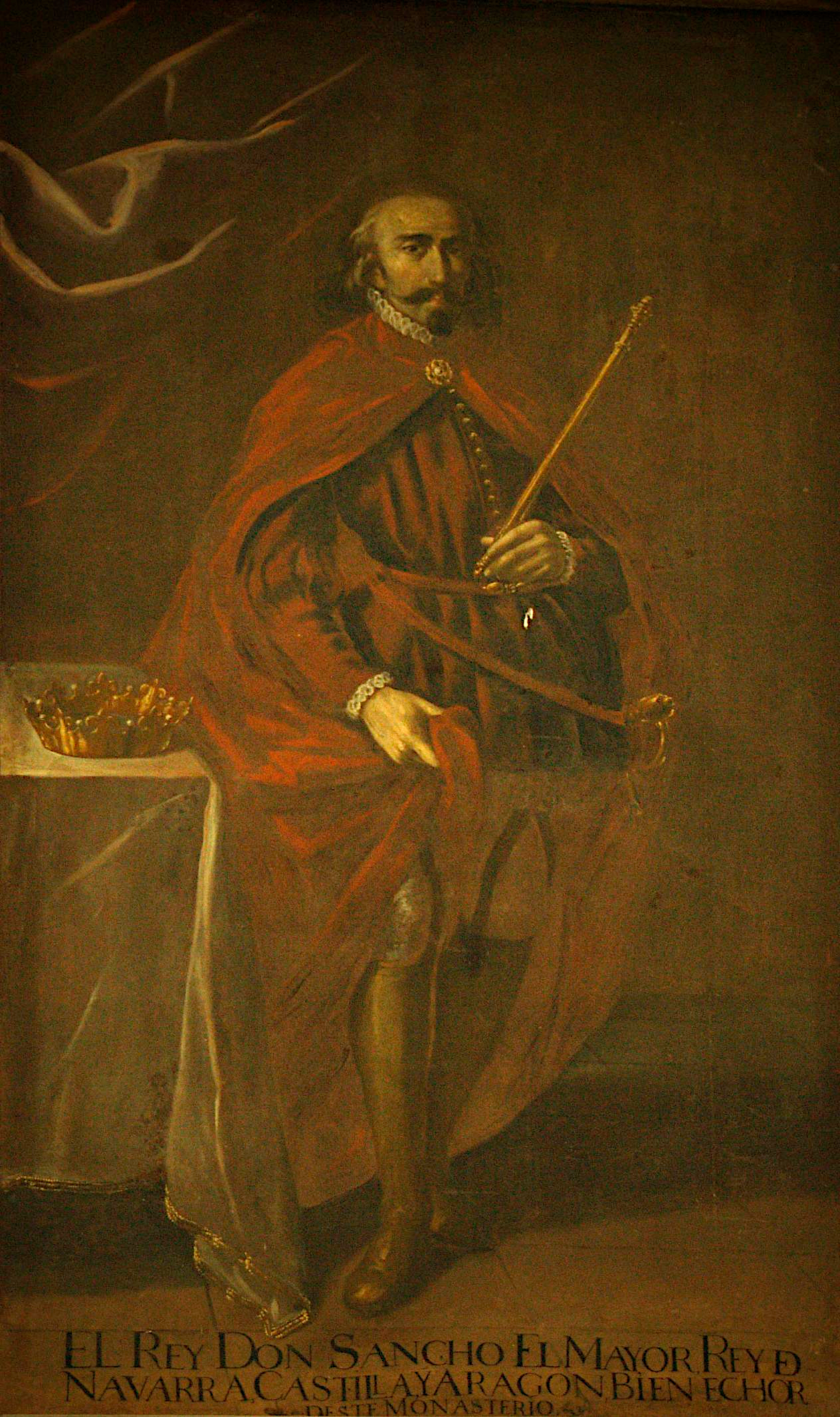
Sancho el Mayor. Obra del de Juan Ricci. Monasterio de San Millán de Yuso.

No obstante, la herencia de Sancho el Mayor ha sido motivo de polémica entre los historiadores, dado que algunos no aplican el derecho navarro a dicha herencia. Así José María Lacarra afirma que: 

«Lo cierto es que la tradición jurídica pirenaica, establecida ya en el siglo X por la dinastía de Sancho Garcés, se basaba precisamente en la no desintegración del Reino, es decir, en transmitir al sucesor todos los territorios. En el Reino de Pamplona, territorios distantes como Aragón y Nájera se mantienen bajo las mismas riendas a la muerte de Sancho Garcés I (905-925). Ahora bien, aun cuando el primogénito era el único que heredaba los bienes patrimoniales, es decir, el Reino, con los acrecentamientos que éste hubiese obtenido, el deseo de dotar a los demás hijos había introducido la costumbre de constituirles un patrimonio con bienes territoriales que podían trasmitir a su herederos, aunque sin desvincularlos del Reino, ya que éstos estaban sometidos a la fidelidad debida al Soberano, y los bienes eran tenidos sub manu del primogénito».

El desmembrado condado de Castilla heredado por Fernando I volvería a estar, tras la muerte de Sancho, bajo la autoridad del rey de León, como pone de manifiesto la documentación castellana, donde se sigue consignando el nombre y título del rey de León.

## Descendencia
De soltero tuvo un primer hijo con Sancha de Aibar:
- Ramiro I de Aragón (c. 1006/1007-8 de mayo de 1063), régulo de Aragón (tenido en aquellos tiempos por bastardo), casado con Gilberga (Hermesenda) Roger de Bigorra (m. 1049) y con Inés de Aquitania.

Contrajo matrimonio con Muniadona de Castilla hacia 1011, con quien tuvo a:
- García Sánchez III de Pamplona el de Nájera, rey de Pamplona (c. 1012-1054), casado con Estefanía.
- Fernando Sánchez el Grande (c. 1016-1065), conde de Castilla (1029-1037) y rey de León (1037-1065), casado con Sancha de León, hermana del rey Bermudo III.
- Jimena Sánchez (1018-1063), que contrajo matrimonio con el rey Bermudo III de León.[79]
- Gonzalo Sánchez (c. 1020-1045), régulo de Sobrarbe y Ribagorza.
- Mayor Sánchez, esposa de Ponce III de Tolosa.[e]

## Árbol genealógico
| \| \| \| \| \| \| \| \| \| \| \| \| \| \| \| \| \| \| \| \| 16. Sancho Garcés I \| \| \| \| \| \| \| \| \| \| \| \| \| \| \| \| \| \| \| \| \| \| \| \| \| \| \| \| \| \| \| \| \| \| \| \| \| \| \| \| \| \| \| \| \| \| \| \| \| \| \| \| \| \| 8. García Sánchez I \| \| \| \| \| \| \| \| \| \| \| \| \| \| \| \| \| \| \| \| \| \| \| \| \| \| \| \| \| \| \| \| \| \| \| \| \| \| \| \| \| \| \| \| \| \| \| \| \| \| \| \| \| \| 17. Toda Aznárez de Pamplona \| \| \| \| \| \| \| \| \| \| \| \| \| \| \| \| \| \| \| \| \| \| \| \| \| \| \| \| \| \| \| \| \| \| \| \| \| \| \| \| \| \| \| \| \| \| \| \| \| \| \| \| \| \| 4. Sancho Garcés II \| \| \| \| \| \| \| \| \| \| \| \| \| \| \| \| \| \| \| \| \| \| \| \| \| \| \| \| \| \| \| \| \| \| \| \| \| \| \| \| \| \| \| \| \| \| \| \| \| \| \| \| \| \| 18. Galindo II Aznárez \| \| \| \| \| \| \| \| \| \| \| \| \| \| \| \| \| \| \| \| \| \| \| \| \| \| \| \| \| \| \| \| \| \| \| \| \| \| \| \| \| \| \| \| \| \| \| \| \| \| \| \| \| \| 9. Andregoto Galíndez \| \| \| \| \| \| \| \| \| \| \| \| \| \| \| \| \| \| \| \| \| \| \| \| \| \| \| \| \| \| \| \| \| \| \| \| \| \| \| \| \| \| \| \| \| \| \| \| \| \| \| \| \| \| 19. Sancha Garcés \| \| \| \| \| \| \| \| \| \| \| \| \| \| \| \| \| \| \| \| \| \| \| \| \| \| \| \| \| \| \| \| \| \| \| \| \| \| \| \| \| \| \| \| \| \| \| \| \| \| \| \| \| \| 2. García Sánchez II \| \| \| \| \| \| \| \| \| \| \| \| \| \| \| \| \| \| \| \| \| \| \| \| \| \| \| \| \| \| \| \| \| \| \| \| \| \| \| \| \| \| \| \| \| \| \| \| \| \| \| \| \| \| 20. Gonzalo Fernández de Burgos \| \| \| \| \| \| \| \| \| \| \| \| \| \| \| \| \| \| \| \| \| \| \| \| \| \| \| \| \| \| \| \| \| \| \| \| \| \| \| \| \| \| \| \| \| \| \| \| \| \| \| \| \| \| 10. Fernán González \| \| \| \| \| \| \| \| \| \| \| \| \| \| \| \| \| \| \| \| \| \| \| \| \| \| \| \| \| \| \| \| \| \| \| \| \| \| \| \| \| \| \| \| \| \| \| \| \| \| \| \| \| \| 21. Muniadona de Lara \| \| \| \| \| \| \| \| \| \| \| \| \| \| \| \| \| \| \| \| \| \| \| \| \| \| \| \| \| \| \| \| \| \| \| \| \| \| \| \| \| \| \| \| \| \| \| \| \| \| \| \| \| \| 5. Urraca Fernández \| \| \| \| \| \| \| \| \| \| \| \| \| \| \| \| \| \| \| \| \| \| \| \| \| \| \| \| \| \| \| \| \| \| \| \| \| \| \| \| \| \| \| \| \| \| \| \| \| \| \| \| \| \| 22. Sancho Garcés I = 16 \| \| \| \| \| \| \| \| \| \| \| \| \| \| \| \| \| \| \| \| \| \| \| \| \| \| \| \| \| \| \| \| \| \| \| \| \| \| \| \| \| \| \| \| \| \| \| \| \| \| \| \| \| \| 11. Sancha Sánchez de Pamplona \| \| \| \| \| \| \| \| \| \| \| \| \| \| \| \| \| \| \| \| \| \| \| \| \| \| \| \| \| \| \| \| \| \| \| \| \| \| \| \| \| \| \| \| \| \| \| \| \| \| \| \| \| \| 23. Toda Aznárez de Pamplona = 17 \| \| \| \| \| \| \| \| \| \| \| \| \| \| \| \| \| \| \| \| \| \| \| \| \| \| \| \| \| \| \| \| \| \| \| \| \| \| \| \| \| \| \| \| \| \| \| \| \| \| \| \| \| \| 1. Sancho el Mayor \| \| \| \| \| \| \| \| \| \| \| \| \| \| \| \| \| \| \| \| \| \| \| \| \| \| \| \| \| \| \| \| \| \| \| \| \| \| \| \| \| \| \| \| \| \| \| \| \| \| \| \| \| \| 24. \| \| \| \| \| \| \| \| \| \| \| \| \| \| \| \| \| \| \| \| \| \| \| \| \| \| \| \| \| \| \| \| \| \| \| \| \| \| \| \| \| \| \| \| \| \| \| \| \| \| \| \| \| \| 12. Bermudo Núñez \| \| \| \| \| \| \| \| \| \| \| \| \| \| \| \| \| \| \| \| \| \| \| \| \| \| \| \| \| \| \| \| \| \| \| \| \| \| \| \| \| \| \| \| \| \| \| \| \| \| \| \| \| \| 25. \| \| \| \| \| \| \| \| \| \| \| \| \| \| \| \| \| \| \| \| \| \| \| \| \| \| \| \| \| \| \| \| \| \| \| \| \| \| \| \| \| \| \| \| \| \| \| \| \| \| \| \| \| \| 6. Fernando Bermúdez \| \| \| \| \| \| \| \| \| \| \| \| \| \| \| \| \| \| \| \| \| \| \| \| \| \| \| \| \| \| \| \| \| \| \| \| \| \| \| \| \| \| \| \| \| \| \| \| \| \| \| \| \| \| 26. \| \| \| \| \| \| \| \| \| \| \| \| \| \| \| \| \| \| \| \| \| \| \| \| \| \| \| \| \| \| \| \| \| \| \| \| \| \| \| \| \| \| \| \| \| \| \| \| \| \| \| \| \| \| 13. Argilo \| \| \| \| \| \| \| \| \| \| \| \| \| \| \| \| \| \| \| \| \| \| \| \| \| \| \| \| \| \| \| \| \| \| \| \| \| \| \| \| \| \| \| \| \| \| \| \| \| \| \| \| \| \| 27. \| \| \| \| \| \| \| \| \| \| \| \| \| \| \| \| \| \| \| \| \| \| \| \| \| \| \| \| \| \| \| \| \| \| \| \| \| \| \| \| \| \| \| \| \| \| \| \| \| \| \| \| \| \| 3. Jimena Fernández \| \| \| \| \| \| \| \| \| \| \| \| \| \| \| \| \| \| \| \| \| \| \| \| \| \| \| \| \| \| \| \| \| \| \| \| \| \| \| \| \| \| \| \| \| \| \| \| \| \| \| \| \| \| 28. ¿Abolmondar Albo? \| \| \| \| \| \| \| \| \| \| \| \| \| \| \| \| \| \| \| \| \| \| \| \| \| \| \| \| \| \| \| \| \| \| \| \| \| \| \| \| \| \| \| \| \| \| \| \| \| \| \| \| \| \| 14. Diego Muñoz de Saldaña \| \| \| \| \| \| \| \| \| \| \| \| \| \| \| \| \| \| \| \| \| \| \| \| \| \| \| \| \| \| \| \| \| \| \| \| \| \| \| \| \| \| \| \| \| \| \| \| \| \| \| \| \| \| 29. \| \| \| \| \| \| \| \| \| \| \| \| \| \| \| \| \| \| \| \| \| \| \| \| \| \| \| \| \| \| \| \| \| \| \| \| \| \| \| \| \| \| \| \| \| \| \| \| \| \| \| \| \| \| 7. Elvira Díaz \| \| \| \| \| \| \| \| \| \| \| \| \| \| \| \| \| \| \| \| \| \| \| \| \| \| \| \| \| \| \| \| \| \| \| \| \| \| \| \| \| \| \| \| \| \| \| \| \| \| \| \| \| \| 30. \| \| \| \| \| \| \| \| \| \| \| \| \| \| \| \| \| \| \| \| \| \| \| \| \| \| \| \| \| \| \| \| \| \| \| \| \| \| \| \| \| \| \| \| \| \| \| \| \| \| \| \| \| \| 15. Tregidia \| \| \| \| \| \| \| \| \| \| \| \| \| \| \| \| \| \| \| \| \| \| \| \| \| \| \| \| \| \| \| \| \| \| \| \| \| \| \| \| \| \| \| \| \| \| \| \| \| \| \| \| \| \| 31. \| \| \| \| \| \| \| \| \| \| \| \| \| \| \| \| \| \| \| \| \| \| \| \| \| \| \| \| \| \| \| \| \| \| \| \| \| \| \| \| \| \| \| \| \| \| \| \| \| \| \| \| |                                   |  |  |  |  |  |  |  |  |  |  |  |  |  |  |  |
| |                                   |  |  |  |  |  |  |  |  |  |  |  |  |  |  |  |
| | 16. Sancho Garcés I               |  |  |  |  |  |  |  |  |  |  |  |  |  |  |  |
| |                                   |  |  |  |  |  |  |  |  |  |  |  |  |  |  |  |
| |                                   |  |  |  |  |  |  |  |  |  |  |  |  |  |  |  |
| | 8. García Sánchez I               |  |  |  |  |  |  |  |  |  |  |  |  |  |  |  |
| |                                   |  |  |  |  |  |  |  |  |  |  |  |  |  |  |  |
| |                                   |  |  |  |  |  |  |  |  |  |  |  |  |  |  |  |
| | 17. Toda Aznárez de Pamplona      |  |  |  |  |  |  |  |  |  |  |  |  |  |  |  |
| |                                   |  |  |  |  |  |  |  |  |  |  |  |  |  |  |  |
| |                                   |  |  |  |  |  |  |  |  |  |  |  |  |  |  |  |
| | 4. Sancho Garcés II               |  |  |  |  |  |  |  |  |  |  |  |  |  |  |  |
| |                                   |  |  |  |  |  |  |  |  |  |  |  |  |  |  |  |
| |                                   |  |  |  |  |  |  |  |  |  |  |  |  |  |  |  |
| | 18. Galindo II Aznárez            |  |  |  |  |  |  |  |  |  |  |  |  |  |  |  |
| |                                   |  |  |  |  |  |  |  |  |  |  |  |  |  |  |  |
| |                                   |  |  |  |  |  |  |  |  |  |  |  |  |  |  |  |
| | 9. Andregoto Galíndez             |  |  |  |  |  |  |  |  |  |  |  |  |  |  |  |
| |                                   |  |  |  |  |  |  |  |  |  |  |  |  |  |  |  |
| |                                   |  |  |  |  |  |  |  |  |  |  |  |  |  |  |  |
| | 19. Sancha Garcés                 |  |  |  |  |  |  |  |  |  |  |  |  |  |  |  |
| |                                   |  |  |  |  |  |  |  |  |  |  |  |  |  |  |  |
| |                                   |  |  |  |  |  |  |  |  |  |  |  |  |  |  |  |
| | 2. García Sánchez II              |  |  |  |  |  |  |  |  |  |  |  |  |  |  |  |
| |                                   |  |  |  |  |  |  |  |  |  |  |  |  |  |  |  |
| |                                   |  |  |  |  |  |  |  |  |  |  |  |  |  |  |  |
| | 20. Gonzalo Fernández de Burgos   |  |  |  |  |  |  |  |  |  |  |  |  |  |  |  |
| |                                   |  |  |  |  |  |  |  |  |  |  |  |  |  |  |  |
| |                                   |  |  |  |  |  |  |  |  |  |  |  |  |  |  |  |
| | 10. Fernán González               |  |  |  |  |  |  |  |  |  |  |  |  |  |  |  |
| |                                   |  |  |  |  |  |  |  |  |  |  |  |  |  |  |  |
| |                                   |  |  |  |  |  |  |  |  |  |  |  |  |  |  |  |
| | 21. Muniadona de Lara             |  |  |  |  |  |  |  |  |  |  |  |  |  |  |  |
| |                                   |  |  |  |  |  |  |  |  |  |  |  |  |  |  |  |
| |                                   |  |  |  |  |  |  |  |  |  |  |  |  |  |  |  |
| | 5. Urraca Fernández               |  |  |  |  |  |  |  |  |  |  |  |  |  |  |  |
| |                                   |  |  |  |  |  |  |  |  |  |  |  |  |  |  |  |
| |                                   |  |  |  |  |  |  |  |  |  |  |  |  |  |  |  |
| | 22. Sancho Garcés I = 16          |  |  |  |  |  |  |  |  |  |  |  |  |  |  |  |
| |                                   |  |  |  |  |  |  |  |  |  |  |  |  |  |  |  |
| |                                   |  |  |  |  |  |  |  |  |  |  |  |  |  |  |  |
| | 11. Sancha Sánchez de Pamplona    |  |  |  |  |  |  |  |  |  |  |  |  |  |  |  |
| |                                   |  |  |  |  |  |  |  |  |  |  |  |  |  |  |  |
| |                                   |  |  |  |  |  |  |  |  |  |  |  |  |  |  |  |
| | 23. Toda Aznárez de Pamplona = 17 |  |  |  |  |  |  |  |  |  |  |  |  |  |  |  |
| |                                   |  |  |  |  |  |  |  |  |  |  |  |  |  |  |  |
| |                                   |  |  |  |  |  |  |  |  |  |  |  |  |  |  |  |
| | 1. Sancho el Mayor                |  |  |  |  |  |  |  |  |  |  |  |  |  |  |  |
| |                                   |  |  |  |  |  |  |  |  |  |  |  |  |  |  |  |
| |                                   |  |  |  |  |  |  |  |  |  |  |  |  |  |  |  |
| | 24.                               |  |  |  |  |  |  |  |  |  |  |  |  |  |  |  |
| |                                   |  |  |  |  |  |  |  |  |  |  |  |  |  |  |  |
| |                                   |  |  |  |  |  |  |  |  |  |  |  |  |  |  |  |
| | 12. Bermudo Núñez                 |  |  |  |  |  |  |  |  |  |  |  |  |  |  |  |
| |                                   |  |  |  |  |  |  |  |  |  |  |  |  |  |  |  |
| |                                   |  |  |  |  |  |  |  |  |  |  |  |  |  |  |  |
| | 25.                               |  |  |  |  |  |  |  |  |  |  |  |  |  |  |  |
| |                                   |  |  |  |  |  |  |  |  |  |  |  |  |  |  |  |
| |                                   |  |  |  |  |  |  |  |  |  |  |  |  |  |  |  |
| | 6. Fernando Bermúdez              |  |  |  |  |  |  |  |  |  |  |  |  |  |  |  |
| |                                   |  |  |  |  |  |  |  |  |  |  |  |  |  |  |  |
| |                                   |  |  |  |  |  |  |  |  |  |  |  |  |  |  |  |
| | 26.                               |  |  |  |  |  |  |  |  |  |  |  |  |  |  |  |
| |                                   |  |  |  |  |  |  |  |  |  |  |  |  |  |  |  |
| |                                   |  |  |  |  |  |  |  |  |  |  |  |  |  |  |  |
| | 13. Argilo                        |  |  |  |  |  |  |  |  |  |  |  |  |  |  |  |
| |                                   |  |  |  |  |  |  |  |  |  |  |  |  |  |  |  |
| |                                   |  |  |  |  |  |  |  |  |  |  |  |  |  |  |  |
| | 27.                               |  |  |  |  |  |  |  |  |  |  |  |  |  |  |  |
| |                                   |  |  |  |  |  |  |  |  |  |  |  |  |  |  |  |
| |                                   |  |  |  |  |  |  |  |  |  |  |  |  |  |  |  |
| | 3. Jimena Fernández               |  |  |  |  |  |  |  |  |  |  |  |  |  |  |  |
| |                                   |  |  |  |  |  |  |  |  |  |  |  |  |  |  |  |
| |                                   |  |  |  |  |  |  |  |  |  |  |  |  |  |  |  |
| | 28. ¿Abolmondar Albo?             |  |  |  |  |  |  |  |  |  |  |  |  |  |  |  |
| |                                   |  |  |  |  |  |  |  |  |  |  |  |  |  |  |  |
| |                                   |  |  |  |  |  |  |  |  |  |  |  |  |  |  |  |
| | 14. Diego Muñoz de Saldaña        |  |  |  |  |  |  |  |  |  |  |  |  |  |  |  |
| |                                   |  |  |  |  |  |  |  |  |  |  |  |  |  |  |  |
| |                                   |  |  |  |  |  |  |  |  |  |  |  |  |  |  |  |
| | 29.                               |  |  |  |  |  |  |  |  |  |  |  |  |  |  |  |
| |                                   |  |  |  |  |  |  |  |  |  |  |  |  |  |  |  |
| |                                   |  |  |  |  |  |  |  |  |  |  |  |  |  |  |  |
| | 7. Elvira Díaz                    |  |  |  |  |  |  |  |  |  |  |  |  |  |  |  |
| |                                   |  |  |  |  |  |  |  |  |  |  |  |  |  |  |  |
| |                                   |  |  |  |  |  |  |  |  |  |  |  |  |  |  |  |
| | 30.                               |  |  |  |  |  |  |  |  |  |  |  |  |  |  |  |
| |                                   |  |  |  |  |  |  |  |  |  |  |  |  |  |  |  |
| |                                   |  |  |  |  |  |  |  |  |  |  |  |  |  |  |  |
| | 15. Tregidia                      |  |  |  |  |  |  |  |  |  |  |  |  |  |  |  |
| |                                   |  |  |  |  |  |  |  |  |  |  |  |  |  |  |  |
| |                                   |  |  |  |  |  |  |  |  |  |  |  |  |  |  |  |
| | 31.                               |  |  |  |  |  |  |  |  |  |  |  |  |  |  |  |
| |                                   |  |  |  |  |  |  |  |  |  |  |  |  |  |  |  |
| |                                   |  |  |  |  |  |  |  |  |  |  |  |  |  |  |  |